# Bela III da Hungria

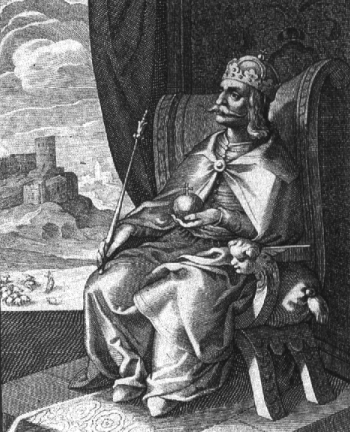
Bela III da Hungria

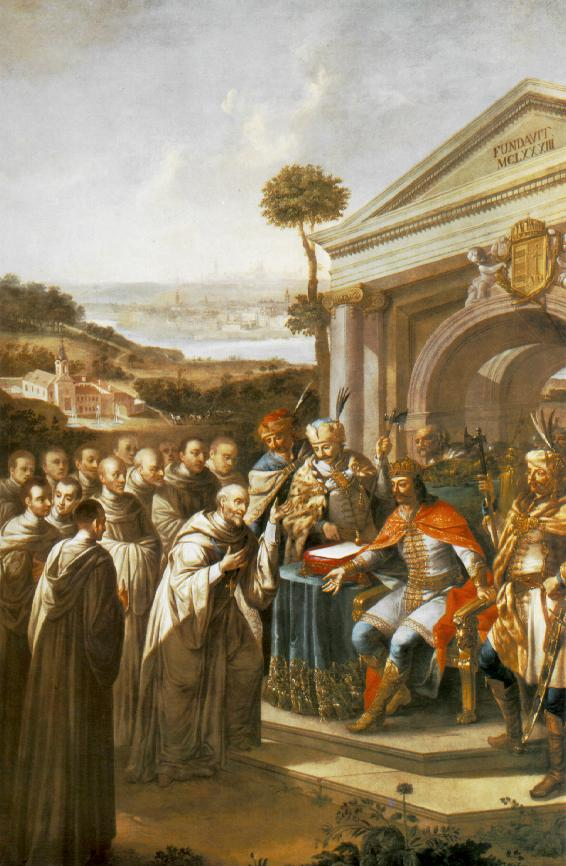
Bela III da Hungria com a corte

Brasão de Armas da Hungria antiga ao tempo de Bela III Arpades

Bela III da Hungria (Béla, em húngaro) ou Bela III Arpades (Esztergom, 1148 – Székesfehérvár, 23 de abril de 1196) foi rei da Hungria de 1172 até a sua morte.

## Relações familiares
Foi filho de Geza II da Hungria (1130 – 31 de maio de 1162) e de Eufrosina de Quieve (1130 – 1186), filha de Mistislau I de Quieve (1 de Junho de 1076 – 14 de Abril de 1132).
Casou por três vezes, a primeira em 1163 com Maria Comnena, filha de Manuel I Comneno de quem não teve filhos.
O segundo casamento foi em 1172 com Inês de Châtillon (1148–1184), filha de Reinaldo de Châtillon (1125 – 4 de Julho de 1187) e de sua 1.ª esposa Constança de Antioquia, de quem teve:
- Emérico da Hungria (1174-1204).
- Margarida da Hungria (1175-1223).
- André II Árpád (1176 - 21 de Setembro de 1235).
- Salomão, morreu jovem.
- Estevam, morreu jovem.
- Constança da Hungria (1180 - 1240).

Em 1186 casou novamente, desta vez com Margarida de França (1158–1197), condessa de Vexin, filha de Luís VII de França, de quem não teve descendência.

## Árvore genealógica da Casa de Arpades
|-